# Nacionalistas e Conservadores Estônios
Os Nacionalistas e Conservadores Estónios(português europeu) ou Nacionalistas e Conservadores Estônios(português brasileiro) (em estoniano: Eesti Rahvuslased ja Konservatiivid, ERK) são um partido político estônio fundado em 2024. Seus fundadores se descrevem como nacionalistas e conservadores focados na defesa nacional, na economia, na crise populacional, na natureza local e na democracia direta. O partido foi formado após a expulsão de várias figuras-chave do Partido Popular Conservador da Estônia, seguida pelo êxodo de outras centenas.

## Ideologia
O partido se descreve como nacional-conservador. A maioria da atual liderança do Despertar Azul (anteriormente a ala jovem do Partido Popular Conservador da Estônia) decidiu juntar-se ao ERK em julho de 2024.
O manifesto ideológico dos ERK afirma que a imigração em massa é uma ameaça existencial para o Estônia e que preza para que a Estônia continue como parte da civilização europeia com raízes antigas, cristãs e humanistas. O partido apoia a preservação e promoção dos dialetos estonianos e das línguas regionais indígenas na educação escolar e em outros lugares. Ademais, se opõe ao multiculturalismo.
O ERK afirma que o casamento "é a união de um homem e uma mulher" e apela à realização de um referendo sobre "o conceito de casamento". Pretende utilizar aconselhamentos e outras medidas para garantir uma redução da violência doméstica e do aborto. Afirma que a liberdade de religião, opinião, pensamento, expressão e imprensa são direitos que "decorrem da própria natureza humana e não devem ser restringidos".
Em seu manifesto, o ERK expressa que "tanto a economia nacional como a global devem servir os interesses das pessoas, em vez de as pessoas servirem a economia", mas acrescenta que o governo deve abster-se de interferir em "áreas que funcionam por si próprias de acordo com as regras da economia de mercado". Tratando-se de tributação, afirma que "os lucros excedentários do capital estrangeiro devem ser tributados, incluindo a imposição de um imposto fixo de proteção nacional aos bancos internacionais em troca do ambiente econômico e político estável que lhes é proporcionado" e que "a taxa de imposto sobre o rendimento deve estar vinculado ao número de filhos". Também defende a simplificação do sistema tributário.
Ainda em seu manifesto, afirma que o partido considera razoável permitir um ambiente jurídico favorável para o desenvolvimento de tecnologias baseadas em blockchain, incluindo criptomoedas, na medida em que sistemas monetários autônomos baseados nestas tecnologias podem aumentar o bem-estar dos estônios.
O ERK acredita que a adesão da Estônia à União Europeia é justificada desde que o benefício resultante para o Estado e para os estônios supere os danos, além de apoiar a adesão do país à OTAN. A perspectiva da política externa alinha-se com visões isolacionistas e pressiona por uma cooperação mais estreita com os países da Europa Central e Oriental.
Em relação à Rússia e à invasão russa da Ucrânia, o ERK afirma que "o chauvinismo russo é uma ameaça existencial para a Estônia" e que "apoia a luta da Ucrânia por liberdade". O partido apoia o refúgio de ucranianos na Estônia.
O ERK considera importante a preservação da natureza e apoia o uso de energia nuclear.

O ERK propões mudanças institucionais, se opondo à votação online, apoiando a alteração da Constituição para dar aos cidadãos o direito de iniciar referendos, bem como a mudança da eleição do(a) presidente para uma eleição direta.